# Wiktorija Petrenko
Wiktorija Petrenko (ukrainisch Вікторія Петренко, wiss. Transliteration Viktoriya Petrenko, internationale englische Schreibweise Viktoriya Petrenko; * 9. Mai 2001) ist eine ukrainische Tennisspielerin.

## Karriere
Petrenko spielt hauptsächlich Turniere auf der ITF Women’s World Tennis Tour, bei der sie bislang drei Titel im Doppel gewann.

## Turniersiege

### Doppel
| Nr. | Datum              | Turnier       | Kategorie | Belag | Partnerin               | Finalgegnerinnen                      | Ergebnis           |
| --- | ------------------ | ------------- | --------- | ----- | ----------------------- | ------------------------------------- | ------------------ |
| 1.  | 28. August 2021    | Tschornomorsk | ITF W15   | Sand  | Anastassija Solotarjowa | Marija Berhen Anastasiya Komar        | 4:6, 6:2, [10:8]   |
| 2.  | 11. September 2021 | Kairo         | ITF W15   | Sand  | Mariam Dalakischwili    | Punnin Kovapitukted Alessandra Simone | 6:1, 6:2           |
| 3.  | 28. Mai 2022       | Antalya       | ITF W15   | Sand  | Doğa Türkmen            | Amarissa Tóth İlay Yörük              | 7:5, 6:73, [14:12] |